# Coupe du monde de biathlon 1977-1978
Navigation
Édition suivante
La Coupe du monde de biathlon 1977-1978 est la toute première édition de la Coupe du monde de biathlon. Cette compétition est mise en place par l'Union internationale de pentathlon moderne et de biathlon (UIPMB), l'instance qui à l'époque administre le biathlon. Elle vient notamment étoffer le calendrier d'épreuves officielles régulières, en plus des championnats du monde ou des Jeux olympiques une fois tous les quatre ans qui jusqu'alors étaient les seules compétitions officielles figurant au programme de la saison internationale de biathlon. Elle coïncide également avec l'introduction de la carabine .22 long rifle et la réduction de distance de tir qui facilitent grandement l'organisation des compétitions. Une série de tournois non officiels organisés en guise de test l'hiver précédent sur les sites disposés à accueillir des étapes (comme Ruhpolding, Antholz ou Hochfilzen) avait permis de confirmer la faisabilité de la Coupe du monde.

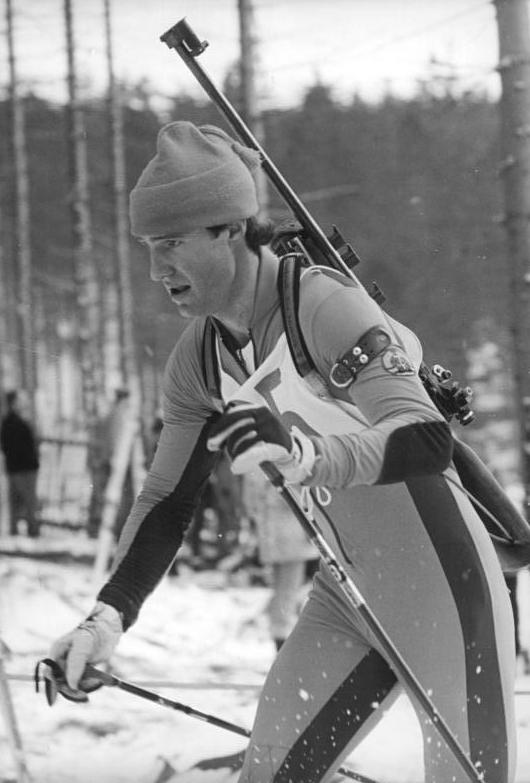
Franck Ullrich en 1982

La coupe du monde récompense le meilleur biathlète de la saison, celui qui a engrangé le plus de points en fonction du règlement sur l'ensemble des épreuves disputées. Les athlètes s'affrontent sur différents formats : l'individuel, long de 20 km avec quatre séances de tir, et le sprint, long de 10 km avec deux séances de tir. Il existe également des épreuves de relais, que les biathlètes concourent par équipe de quatre.
La toute première épreuve de l'histoire de la Coupe du monde de biathlon est disputée à Ruhpolding en Allemagne de l'Ouest le 13 janvier 1978. La Coupe du monde visite ainsi plusieurs pays au cours de l'hiver : l'Allemagne, l'Italie, la Finlande, l'Autriche (où se disputent les Championnats du monde de biathlon 1978) ou encore l'URSS.
Cette toute première édition est remportée par l'Est-Allemand Frank Ullrich, l'une des premières stars de la discipline.

## Calendrier et résultats
| Étape                                                           | Lieu               | Épreuve          | Date            | Vainqueur          | Deuxième          | Troisième          |
| --------------------------------------------------------------- | ------------------ | ---------------- | --------------- | ------------------ | ----------------- | ------------------ |
| 1                                                               | Ruhpolding         | Individuel 20 km | 13 janvier 1978 | Klaus Siebert      | Eberhard Rösch    | Andreas Schweiger  |
| 1                                                               | Ruhpolding         | Sprint 10 km     | 14 janvier 1978 | Sigleif Johansen   | Eberhard Rösch    | Frank Ullrich      |
| 2                                                               | Antholz-Anterselva | Individuel 20 km | 22 février 1978 | Frank Ullrich      | Alexander Ushakov | Nikolaï Krouglov   |
| 2                                                               | Antholz-Anterselva | Sprint 10 km     | 24 février 1978 | Klaus Siebert      | Eberhard Rösch    | Vladimir Barnachov |
| Championnats du monde de Hochfilzen (2 mars 1978 - 5 mars 1978) |                    |                  |                 |                    |                   |                    |
| ChM                                                             | Hochfilzen         | Individuel 20 km | 2 mars 1978     | Odd Lirhus         | Frank Ullrich     | Eberhard Rösch     |
| ChM                                                             | Hochfilzen         | Sprint 10 km     | 4 mars 1978     | Frank Ullrich      | Eberhard Rösch    | Klaus Siebert      |
| Fin des Championnats du monde                                   |                    |                  |                 |                    |                   |                    |
| 3                                                               | Mourmansk          | Individuel 20 km | 25 mars 1978    | Nikolaï Krouglov   | Anatoli Aliabiev  | Vladimir Artemyev  |
| 3                                                               | Mourmansk          | Sprint 10 km     | 27 mars 1978    | Frank Ullrich      | Nikolaï Krouglov  | Sigleif Johansen   |
| 4                                                               | Sodankylä          | Individuel 20 km | 1er avril 1978  | Klaus Siebert      | Vladimir Otchnev  | Svein Engen        |
| 4                                                               | Sodankylä          | Sprint 10 km     | 2 avril 1978    | Vladimir Barnachov | Heikki Ikola      | Alexandre Tikhonov |

## Classement général
| Rang | Nom                | Points | Victoire(s) |
| ---- | ------------------ | ------ | ----------- |
| 1    | Frank Ullrich      | 144    | 3           |
| 2    | Klaus Siebert      | 137    | 3           |
| 3    | Eberhard Rösch     | 133    | 0           |
| 4    | Vladimir Barnachov | 125    | 1           |
| 5    | Nikolaï Krouglov   | 119    | 1           |